# 그단스크 조선소
그단스크 조선소(Stocznia Gdańska, 이전 명칭: 레닌 조선소)는 그단스크시에 위치한 폴란드의 대형 조선소이다. 이 조선소는 독립자치노동조합 '연대'가 1980년 9월 설립되었을 때 국제적인 명성을 얻었다.
1946년 국유 기업으로 설립되었다.
60년에 걸쳐 그단스크 조선소는 1,000척 이상의 바닷배를 전 세계 소유주들에게 전달했다. 근래의 대부분이 컨테이너선, 리퍼(reefer), 벌크선, 여객 롤온롤오프선이 차지한다. 대부분의 배가 자체 디자인 사무소에서 설계된다.

## 같이 보기
- 1988년 하계 올림픽
- 대한불교조계종
- 레흐 바웬사
- 독립자치노동조합 '연대'